# Уоден-Велли

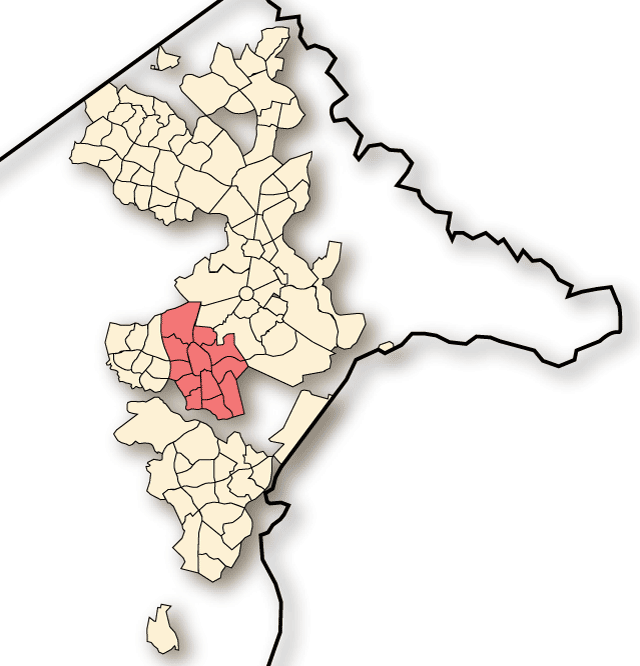
Расположение Уоден Велли

Уоден Велли (англ. Woden Valley) — округ Канберры, столицы Австралии, объединяет 12 районов. В округе насчитывается 14,206 частных домовладений, население 31,992 человека. Начал застраиваться в 1964 году, став первым городом-спутником Канберры за пределами двух городских центральных округов.

## Этимология названия
Название округа происходит от названия близлежащего поместья, принадлежавшего доктору Джеймсу Мюррэю, который в октябре 1837 года назвал своё поместье в честь древне-английского бога Уоден. Мюррэй дал такое название, поскольку провел всю жизнь в поисках мудрости, а Уоден, помимо прочего, считался богом мудрости.

## Достопримечательности
- Таун-центр Уоден
- Госпиталь Канберры
- Автобусная станция Уоден
- АйПи Австралия (австралийский патентный офис)
- Центр граффити

## Стихийные бедствия

### Пожары
Хотя основная часть разрушений, вызванных лесными пожарами 2003 года, пришлась на Уэстон-Крик, дома в районах Уодена Кертин (3), Лион (4), Торренс (2) были также разрушены. В частности, Кертин оказывался под угрозой лесных пожаров несколько раз с момента строительства.

### Наводнения
В наводнении 1971 года погибло 7 человек. Дороги и дренажная система округа были после этого перестроены для предотвращения подобных случаев в будущем.

## Культурные организации
Молодёжный хор Уоден-Велли носит название округа.

## Церкви
- Баптистская церковь Хьюджеса
- Приходская церковь Иммануэля
- Англиканская церковь Сент-Джорджа
- Униатская церковь Сент-Джеймса
- Католическая церковь Святых Петра и Павла
- Армия спасения Уоден-Велли
- Библейская церковь Уоден-Велли

## Спорт
Уоден-Велли располагает одноимённым футбольным клубом, популярным среди молодёжи. В округе имеется команда регбийной лиги (Уоден Рамс) и команда по австралийскому футболу (Уоден Блюз). Кроме того, в округе расположен центр боулинга.

## Районы Уоден Велли
- Чифли
- Кёртин
- Гаррэн
- Хьюз
- Фаррер
- Айзекс
- Лайонс
- Мосон
- О’Молли
- Пирс
- Филлип
- Торренс